# FIA-Formel-3-Trophäe 2012
Die FIA-Formel-3-Trophäe 2012 sollte die zweite Saison der FIA-Formel-3-Trophäe werden. In die Wertung sollten fünf internationale Formel-3-Veranstaltungen eingehen. Die Saison hätte am 29. April auf dem Hockenheimring begonnen und am 18. November auf dem Guia Circuit geendet.
Am 9. März wurde bekanntgegeben, dass die FIA die Formel-3-Trophäe einstellt und daher die Saison 2012 nicht ausgetragen wird. Stattdessen wird die Formel-3-Europameisterschaft, die zuletzt 1984 ausgetragen wurde, wieder durchgeführt. Die Einzelveranstaltungen „Formel-3-Masters“ und „Macau Grand Prix“ finden weiterhin statt.

## Rennkalender
Die FIA-Formel-3-Trophäe 2012 hätte fünf Veranstaltungen umfasst. Zwei davon, unter anderem der Grand Prix de Pau, hätten im Rahmen der britischen Formel-3-Meisterschaft stattgefunden. Eine Veranstaltung der Formel-3-Euroserie hätte außerdem zum Rennkalender gehört. Zudem wären zwei Formel-3-Einzelveranstaltungen in die Wertung eingegangen. Ursprünglich waren des Weiteren Läufe in Silverstone am 9. September – zusammen mit der britischen Formel 3 – sowie auf einer noch nicht festgelegten Rennstrecke am 25. November geplant gewesen.
| Nr. | Datum        | Rennstrecke       | Rennserie/ Veranstaltung                           |
| --- | ------------ | ----------------- | -------------------------------------------------- |
| 1   | 29. April    | Hockenheim        | Formel-3-Euroserie                                 |
| 2   | 13. Mai      | Pau               | Britische Formel-3-Meisterschaft Grand Prix de Pau |
| 3   | 15. Juli     | Zandvoort         | Formel-3-Masters                                   |
| 4   | 26. Juli     | Spa-Francorchamps | Britische Formel-3-Meisterschaft                   |
| 5   | 18. November | Macao             | Macau Grand Prix                                   |